# Tercer Gabinete Merkel
Sucede al Segundo Gabinete Merkel, después de las elecciones federales de 22 de septiembre de 2013, y fue sucedido por el Cuarto Gabinete Merkel. Este gabinete se formó tras un acuerdo para conformar una gran coalición entre la CDU y el SPD.

## Votación de investidura en elBundestag
|  | 73.2 % |

|  | 23.8 % |

|  | 1.4 % |

|  | 0.0 % |

|  | 1.6 % |

## Composición
| Cargo                                                           | Titular | Titular                             | Partido |
| --------------------------------------------------------------- | ------- | ----------------------------------- | ------- |
| Canciller federal                                               |         | Angela Merkel                       | CDU     |
| Vicecanciller federal y Asuntos Exteriores                      |         | Sigmar Gabriel                      | SPD     |
| Asuntos Exteriores                                              |         | Frank-Walter Steinmeier (2013-2017) | SPD     |
| Economía y Energía                                              |         | Sigmar Gabriel (2013-2017)          | SPD     |
| Economía y Energía                                              |         | Brigitte Zypries                    | SPD     |
| Interior                                                        |         | Thomas de Maizière                  | CDU     |
| Justicia y Protección al Consumidor                             |         | Heiko Maas                          | SPD     |
| Finanzas                                                        |         | Wolfgang Schäuble                   | CDU     |
| Finanzas                                                        |         | Peter Altmaier                      | CSU     |
| Trabajo y Asuntos Sociales                                      |         | Andrea Nahles                       | SPD     |
| Alimentación y Agricultura                                      |         | Hans-Peter Friedrich (2013-2014)    | CSU     |
| Alimentación y Agricultura                                      |         | Christian Schmidt                   | CSU     |
| Defensa                                                         |         | Ursula von der Leyen                | CDU     |
| Familia, Tercera Edad, Mujeres y Juventud                       |         | Manuela Schwesig (2013-2017)        | SPD     |
| Familia, Tercera Edad, Mujeres y Juventud                       |         | Katarina Barley                     | SPD     |
| Salud                                                           |         | Hermann Gröhe                       | CDU     |
| Transporte e Infraestructura Digital                            |         | Alexander Dobrindt                  | CSU     |
| Medio Ambiente, Protección de la Naturaleza y Seguridad Nuclear |         | Barbara Anne Hendricks              | SPD     |
| Educación e Investigación                                       |         | Johanna Wanka                       | CDU     |
| Cooperación Económica y Desarrollo                              |         | Gerd Müller                         | CSU     |
| Asuntos Especiales y jefe de la Cancillería federal             |         | Peter Altmaier                      | CDU     |